# Synej
Synej è una frazione del comune di Kavajë in Albania (prefettura di Tirana).
Fino alla riforma amministrativa del 2015 era comune autonomo, dopo la riforma è stato accorpato, insieme agli ex-comuni di Golem, Helmës e Luz i Vogël a costituire la municipalità di Kavajë.

## Località
Il comune era formato dall'insieme delle seguenti località:
- Synej
- Bukaq
- Rrikaj
- Hajdaraj
- Peqinaj
- Rrakull
- Bago